# 野辺地町立馬門小学校
野辺地町立馬門小学校（のへじちょうりつ まかどしょうがっこう）は、青森県上北郡野辺地町字家ノ上にあった公立小学校。2022年度（閉校時点）の児童数は20名。

## 沿革
- 1877年（明治10年）1月24日 - 馬門小学として開校。
- 1879年（明治12年）11月2日  - 馬門村大平ノ下に校舎新築移転。数年後、旧番所跡に移転。
- 1887年（明治20年） - 馬門簡易小学校と改称。
- 1892年（明治25年） - 馬門尋常小学校と改称。
- 1893年（明治26年）7月13日 - 再度、大平ノ下に校舎新築移転。
- 1910年（明治43年）7月7日 - 馬門字家ノ上に校舎新築移転。
- 1923年（大正12年）7月7日 - 校舎新築移転。
- 1941年（昭和16年）4月1日 - 国民学校令により、馬門国民学校と改称。
- 1946年（昭和21年）
  - 3月31日 - 高等科を併置。
  - 9月3日 - 青森青年師範学校付属青年学校の分校となり、開校式挙行。
- 1947年（昭和22年）4月1日 - 学制改革（六・三制施行）により、野辺地町立馬門小学校と改称。同日、高等科生を野辺地中学校に移籍。
- 1948年（昭和23年）3月31日 - 青森青年師範学校付属青年学校の分校が廃止。
- 1979年（昭和54年）3月 - 新校舎が完成。
- 2022年（令和4年）11月12日 - 閉校式典挙行[1]。
- 2023年（令和5年）3月31日 - 野辺地町立若葉小学校への統合により、閉校[2]。

## 通学区域
- 馬門一区・馬門二区[3]

## アクセス
- 十和田観光電鉄バス「馬門小学校前」バス停下車後、徒歩約230m・約4分。

## 周辺
- 馬門児童公園
- 馬門公民館
- 遍照寺
- 野辺地湾
- 国道4号野辺地バイパス
- 青い森鉄道線

## 参考資料
- 『青森県教育史 別巻』（青森県教育委員会・1973年12月20日発行）「学校沿革 小学校」808頁「馬門小学校」（1948年の記載分まで）